# Thẻ nhiên liệu

Thẻ nhiên liệu Dibee

Thẻ nhiên liệu, thẻ xăng dầu hay thẻ đội xe là một loại thẻ thanh toán, được sử dụng phổ biến nhất để thanh toán nhiên liệu như xăng, dầu diesel và các loại nhiên liệu khác tại trạm xăng dầu. Thẻ đội xe cũng có thể được sử dụng để thanh toán phí bảo dưỡng xe và các loại chi phí khác tùy theo nhu cầu của chủ sở hữu đội xe hay quản lý đội xe. Hầu hết thẻ nhiên liệu là thẻ có tính phí.
Thẻ đội xe là một loại thẻ độc đáo do có tính năng báo cáo tiện lợi và toàn diện. Thẻ đội xe cho phép chủ sở hữu/quản lý đội xe truy xuất báo cáo theo thời gian thực và thiết lập các giới hạn trong giao dịch mua nhiên liệu, từ đó nắm và kiểm soát tốt hơn các chi phí của doanh nghiệp.

Thẻ Corporate Fleet

Không những các hãng nhiên liệu như Shell, Chevron, ExxonMobil phát hành thẻ đội xe mà còn có các công ty chuyên cung ứng thẻ đội xe như Edenred, WEX Inc., Comdata, FleetCards USA, Petrol Plus Region, Fuelman và nhiều hãng thẻ khác. Bên cạnh đó, nhiều công ty rideshare cũng cấp thẻ đội xe cho tài xế, cho phép tài xế khấu trừ chi phí nhiên liệu vào thu nhập.